# Jürgen Nöldner
Jürgen Nöldner  (Berlín, Alemania nazi, 22 de febrero de 1941 – Berlín, Alemania, 21 de noviembre de 2022) fue un futbolista alemán que jugaba en la posición de centrocampista. Su padre Erwin Nöldner fue asesinado por los nazis en 1944, por miembro de la resistencia que estaba en contra del nacionalsocialismo y de Adolfo Hitler.

## Carrera

### Club
Jugó toda su carrera con el 1. FC Frankfurt de 1959 a 1973 con el que anotó 88 goles en 285 partidos y ganando cinco títulos de liga y uno de copa, además de ganar el premio al futbolista del año en Alemania Democrática en 1966.

### Selección nacional
Jugó para Alemania Democrática de 1960 a 1969 con la que anotó 16 goles en 30 partidos y con el que ganó la medalla de bronce en los Juegos Olímpicos de Tokio 1964 como representante del Equipo Alemán Unificado.

## Tras el retiro
En 1973 se convierte en periodista deportivo, siendo editor de la revista deportiva Neue Fußballwoche de 1984 a 1990 y editor de kicker Sportmagazin de 1990 hasta su retiro en 2006.

## Logros

### Club
- DDR-Oberliga (5): 1960, 1962, 1965, 1966, 1969
- FDGB Pokal (1): 1970

### Selección
- Fútbol en los Juegos Olímpicos

-  (1): 1964

### Individual
- Futbolista del Año en Alemania Democrática en 1966.